# Strzelanina w Quebecu (2017)
Strzelanina w Quebecu – atak terrorystyczny, który miał miejsce 29 stycznia 2017 w meczecie w Quebecu. W wyniku masowej strzelaniny popełnionej przez jednego zamachowca zginęło 6 muzułmanów i 19 zostało rannych. W momencie strzelaniny w meczecie było około 40 osób.
Po ataku zatrzymano jednego sprawcę i postawiono mu zarzuty zabójstwa. Strzelanina wywołała dyskusję w Kanadzie na temat islamofobii, rasizmu i skrajnie prawicowego terroryzmu.

## Tło
Przez wielu zdarzenie zostało określone jako atak terrorystyczny, lecz zamachowcowi nie postawiono zarzutów terroryzmu.
W mieście Quebec żyje duża populacja muzułmanów. W tej prowincji Kanady jest ich stosunkowo najwięcej i pochodzą oni głównie z krajów francuskojęzycznych z Afryki oraz z krajów arabskich.
Muzułmanie i inne mniejszości znalazły się w centrum debat i zainteresowania z powodu dyskusji nad przepisami regulującymi noszenie religijnych strojów publicznie i zakrywania twarzy. Wkrótce później wprowadzono ustawy w tej sprawie w Quebecu.
W mieście Quebec działają liczne ruchy neonazistowskie i neofaszystowskie, często dopuszczające się zastraszeń wobec muzułmanów i innych mniejszości.
Islamskie Centrum Kultury Quebec City, gdzie wydarzył się atak, jest jednym z kilku meczetów znajdujących się w tym mieście. W czerwcu 2016 roku przed Islamskim Centrum nieznana osoba wyrzuciła folię ze świńskim łbem, co zostało uznane za akt nienawiści wobec muzułmanów – w islamie podanie komuś wieprzowiny i jej jedzenie jest uznawane za obrazę i nieczystość. Z powodu wydarzenia przed meczetem zainstalowano kamery przemysłowe.

## Przebieg zamachu
Strzelanina wydarzyła się w czasie wieczornych modlitw w meczecie w muzułmańskim ośrodku kultury – 27-letni Alexandre Bissonnette zastrzelił 6 osób i ranił 19 innych, w tym 5 ciężko. Premier Kanady Justin Trudeau powiedział, że zdarzenie było zamachem terrorystycznym, a w związku z zamachem aresztowano dwie podejrzane osoby – jedną z nich był Alexandre Bissonnette, którego oskarżono o zamordowanie sześciu osób; druga osoba została wypuszczona na wolność oraz uznana za świadka.

### Kontekst
W dniach przed atakiem Bissonnette oglądał często telewizję i kiedy dowiedział się, że rząd kanadyjski chce przyjąć własną rezolucję wyrażającą tolerancję wobec cudzoziemców w odpowiedzi na rozporządzenie prezydenta USA Donalda Trumpa, które zakazywało przyjazdu do USA osobom z krajów arabskich, wpadł we wściekłość i zaczął krzyczeć o chęci popełnienia strzelaniny. W dniu strzelaniny, o 17:28, wszedł na konto twitterowe premiera Kanady i natknął się tam na wpis wyrażający tolerancję wobec cudzoziemców, po czym ponownie się wściekł i pojechał kilka chwil później pod meczet samochodem swoich rodziców, uzbrojony w broń palną.

### Atak na meczet
O 19:55 Bissonnette otworzył ogień z pistoletu w tłum wyznawców w meczecie podczas wieczornych modlitw. Następnie zaczął dobijać osoby, które upadły po pierwszych strzałach lub które próbowały w reakcji na nie uciec z meczetu. Jedna z osób próbowała uciec i była już w wejściu kiedy została trafiona i zabita przez sprawcę.
W sali modlitewnej wybuchła panika i niektórzy starali się obezwładnić sprawcę lub wmieszać w tłum i uciec. Sprawca zaczął jednak strzelać na oślep i trafiać wiele osób w tłumie.
Jeden z wyznawców rzucił się na napastnika i chciał go obezwładnić lecz został śmiertelnie postrzelony. Następnie próbował odszukać ludzi, którzy barykadowali się w innych pomieszczeniach w meczecie i uciekły z sali modlitewnej. W tym samym momencie pobliski student zatrudniony przy meczecie do robót na terenie świątyni usłyszał strzały i zauważył zwłoki w meczecie, po czym zadzwonił na numer alarmowy i na miejsce przybyła policja. Napastnik następnie uciekł z meczetu. W meczecie policja początkowo aresztowała inną osobę i dopiero później zatrzymano Bissonnette'a, już poza meczetem.

## Ofiary strzelaniny
W strzelaninie zginęło 6 osób i 19 zostało rannych. Co najmniej 35 osób było świadkami ataku i zostały niepostrzelone. Wiele z osób rannych odniosło mniejsze obrażenia i jedynie 5 zostało poważnie rannych. Ofiary pochodziły z krajów afrykańskich. Jeden z wyznawców został okrzyknięty bohaterem po tym kiedy zaatakował sprawcę w meczecie i sam zginął przy tym, odwracając uwagę od uciekających z meczetu ludzi.

## Sprawca
Sprawcą strzelaniny był 27-letni Alexandre Bissonnette, który był studentem Uniwersytetu Laval. Cierpiał na zaburzenia psychiczne i był fanatykiem skrajnej prawicy. W przeszłości aplikował do armii.
Sprawca był prześladowany w szkole jako nastolatek, co odbiło się na jego psychice.
Kilka dni wcześniej był pod zaatakowanym później meczetem i rozmawiał o islamie z jednym z wyznawców. Określał siebie samego jako zwolennika prezydenta USA Donalda Trumpa i francuskiej nacjonalistycznej, niekiedy określanej jako faszystka, polityczki Marine Le Pen.
Bissonnette powiedział później, że atak na meczet był zemstą za atak w Ottawie z 2014 roku, kiedy muzułmański ekstremista zastrzelił żołnierza kanadyjskiego.

### Proces
Nazajutrz, po ataku, sprawcy postawiono zarzuty zabójstwa i usiłowania zabójstwa. Bissonnette powiedział w sądzie, że bał się, iż uchodźcy i wyznawcy islamu są zagrożeniem dla jego rodziny i miał paranoję na tym punkcie; w 2019 roku został skazany na dożywocie bez możliwości ubiegania się o zwolnienie warunkowe.